# Pino Pellegrino
Pino Pellegrino (Tripoli, 4 luglio 1952) è un casting director italiano  cinematografico e televisivo.
Primo Nastro d'argento della categoria casting director (2014).

## Biografia
Nato a Tripoli da padre siciliano e madre pugliese, cresciuto a San Pietro Clarenza (CT), si trasferisce a Roma nel 1973 per avvicinarsi al mondo dello spettacolo. Fa esperienze diverse lavorando come attore, ufficio stampa, direttore di scena e anche factotum di una compagnia teatrale. Nel 1976 fonda la sua propria agenzia cinematografica "Pino Pellegrino". Andando alla scoperta di giovani attori di talento, collabora con registi del calibro di Federico Fellini, Dino Risi, Mario Monicelli.
Nel 1979 è co-sceneggiatore del film Brillantina rock di Michele Massimo Tarantini. Nel 1980 è coautore di cinque canzoni per Rita Pavone: Music is love, Amanda, Fotoromanzo, Il re, Aiò-Diò (La Leggenda) parte dell'album inciso per la RCA: R.P. '80. Nel 1982 è assistente alla regia nel film Cavalleria rusticana di Franco Zeffirelli. Nel 1990 chiude l'agenzia e diventa P.R. (Public relations) e organizzatore presso la discoteca romana Alibi. Dal 1996 decide di riavvicinarsi al mondo del cinema questa volta con la funzione di casting director.
Nel cinema ha un rapporto privilegiato con Ferzan Özpetek per il quale cura il cast di Le fate ignoranti,  La finestra di fronte, Cuore sacro, Saturno contro,  Un giorno perfetto, Mine vaganti, Magnifica presenza, e Allacciate le cinture, che gli vale il Nastro d'argento 2014 come miglior casting director. Questo premio è il primo dedicato alla categoria dei casting director. 
Nel 2017 cura il cast di: Napoli velata e nel 2019 de La dea fortuna , vincitore di due premi ai David di Donatello 2020.
Collabora anche regolarmente con Pappi Corsicato (Il seme della discordia, Il volto di un'altra), Maurizio Ponzi (A luci spente, Ci vediamo a casa) e Ivano De Matteo (La bella gente, Gli equilibristi, I nostri ragazzi, La vita possibile). Per la televisione cura il cast de Il bello delle donne, Crimini, Rebecca, la prima moglie, Sposami e Catturandi - Nel nome del padre.

## Filmografia

### Cinema
- Le fate ignoranti, regia di Ferzan Özpetek (2000)
- Malefemmene, regia di Fabio Conversi (2000)
- Un amore perfetto, regia di Valerio Andrei (2001)
- La finestra di fronte, regia di Ferzan Özpetek (2002)
- Miracolo a Palermo!, regia di Beppe Cino (2003)
- A luci spente, regia di Maurizio Ponzi (2003)
- Concorso di colpa, regia di Claudio Fragasso (2003)
- Vieni via con me, regia di Carlo Ventura (2003)
- Contronatura (film 2005), regia di Alessandro Tofanelli (2003)
- Cuore sacro, regia di Ferzan Özpetek (2004)
- Saturno contro, regia di Ferzan Özpetek (2006)
- Un giorno perfetto, regia di Ferzan Özpetek (2007)
- La siciliana ribelle, regia di Marco Amenta (2008)
- Il seme della discordia, regia di Pappi Corsicato (2008)
- La bella gente, regia di Ivano De Matteo (2008)
- Mine vaganti, regia di Ferzan Özpetek (2009)
- La kryptonite nella borsa, regia di Ivan Cotroneo (2010)
- Il volto di un'altra, regia di Pappi Corsicato (2011)
- Ci vediamo a casa, regia di Maurizio Ponzi (2011)
- Magnifica presenza, regia di Ferzan Özpetek (2011)
- Gli equilibristi, regia di Ivano De Matteo (2011)
- Allacciate le cinture, regia di Ferzan Özpetek (2013)
- I nostri ragazzi, regia di Ivano De Matteo (2013)
- La vita possibile, regia di Ivano De Matteo (2016)
- Al posto tuo, regia di Max Croci (2016)
- Napoli velata, regia di Ferzan Özpetek (2017)
- Drive Me Home, regia di Simone Catania (2017)
- Villetta con ospiti, regia di Ivano De Matteo (2019)
- La Dea Fortuna, regia di Ferzan Özpetek (2019)

### Televisione
- Angelo nero, regia di Roberto Rocco (1997)
- Ladri si diventa, regia di Fabio Luigi Lionello (1998)
- Un bacio nel buio, regia di Roberto Rocco (1998)[22]
- Tre stelle, regia di Pier Francesco Pingitore (1999)[23]
- Il morso del serpente, regia di Luigi Parisi (1999)
- Villa Ada, regia di Pier Francesco Pingitore (1999)
- Occhi verde veleno, regia di Luigi Parisi (1999)
- Il bello delle donne, regia di Maurizio Ponzi, Giovanni Soldati, Luigi Parisi  (2000)
- Il bello delle donne 2, regia di Maurizio Ponzi, Luigi Parisi, Giovanni Soldati  (2001/02)
- Il bello delle donne 3, regia di Maurizio Ponzi, Luigi Parisi, Gianni Della Pietra  (2002/03)
- La banda, regia di Claudio Fragasso (2001)
- E poi c'è Filippo, regia di Maurizio Ponzi (2005)
- Crimini - episodio Il bambino e la befana, regia di Manetti Bros. (2006)
- Crimini - episodio Terapia d'urto, Monica Stambrini (2006)
- Crimini - episodio Troppi equivoci, Andrea Manni (2006)
- Noi due, regia di Massimo Coglitore (2006)
- Un caso di coscienza 3, regia di Luigi Perelli (2006)
- Fuga con Marlene, regia di Alfredo Peyretti (2007)
- Era mio fratello, regia di Claudio Bonivento (2007)
- Rebecca, la prima moglie (miniserie televisiva), regia di Riccardo Milani (2007)
- Capri 2, Andrea Barzini, Giorgio Molteni (2007)
- Terapia d'urgenza, registi vari (2007)
- Don Zeno, regia di Gianluigi Calderone (2007)
- David Copperfield, regia di Ambrogio Lo Giudice (2007)
- Il maresciallo Rocca e l'amico d'infanzia, regia di Fabio Jephcott (2007)
- Crimini (seconda stagione) - episodio Bestie, regia di Andrea Manni (2008)
- Crimini (seconda stagione) - episodio Mork e Mindy, regia di Stefano Sollima (2008)
- Crimini (seconda stagione) - episodio Niente di personale, regia di Ivano De Matteo (2009)
- Crimini (seconda stagione) - episodio Cane Nero, regia di Claudio Bonivento (2009)
- Crimini (seconda stagione) - episodio Luce del nord, regia di Stefano Sollima (2009)
- Sposami, regia di Umberto Marino (2011)
- Una pallottola nel cuore, regia di Luca Manfredi (2013)
- Catturandi - Nel nome del padre, regia di Fabrizio Costa (2014)
- Le fate ignoranti, regia di Ferzan Özpetek (2022)
- Sopravvissuti, regia di Carmine Elia (2022)
- La porta rossa (terza stagione), regia di Gianpaolo Tescari (2022)